# Extol
Extol es una banda de metal proveniente de Bekkestua, Noruega, que fue formada en 1993. La banda es conocida por tocar una variedad de estilos diferentes de metal.
Sobre el curso de su carrera, la banda ha lanzado cinco álbumes de estudio y dos EPs. Es reconocida por su estilo musical técnico y muy preciso. El cuarto álbum, The Blueprint Dives, recibió una nominación a los Spellemannsprisen para Mejor Álbum de Metal de 2005. Extol ha hecho giras por los Estados Unidos y Europa, muchas veces en conjunto con bandas como Mastodon, God Forbid y Opeth. En conjunto, Extol ha vendido más de 500,000 álbumes en todo el mundo.
La última alineación antes del hiato incluía al vocalista Peter Espevoll, los guitarristas Tor Magne Glidje y Ole Halvard Sveen, el baterista David Husvik, y el bajista John Robert Mjåtierra. Los guitarristas originales eran Ole Børud (de Schaliach fama) y Christer Espevoll, quienes contribuyeron significativamente a la banda en su virtuosa composición. Después de reformar la banda en 2012, la banda consta de Peter Espevoll, Husvik, y Børud. 
La banda lanzó su quinto álbum, Extol, en 2013. Todos los miembros de banda comparten la fe cristiana, la cual es evidente en sus letras y los temas que aborda. Está actualmente en un receso, mientras Børud está trabajando en un nuevo proyecto en solitario conocido como Fleshkiller.

## Historia

### 1993–1999: Formación yBurial
Extol Estuvo formado en Bekkestua, Noruega por los primos, el baterista David Husvik y el guitarrista Christer Espevoll, quienes tenían ambos 16 en ese tiempo. El dúo tocaba junto desde entonces la primavera del 1993, y quisieron empezar una banda. Christer, hermano de Peter, a los 14 era reclutado para deberes vocales. Eystein Holm, el bajista, se unió el 17 de mayo de 1994 cuando la banda ensayaba para un espectáculo de día. En una entrevista, Peter explicó el nombre de la banda: "Extol significa a exaltar, a ascensor arriba, de qué  das gloria a, y aquello es qué somos es todo aproximadamente. Queremos dar a Dios toda la gloria con nuestras vidas y con nuestra música." Extol quiso expandir su estilo musical más allá del Heavy Metal regular—según AllMusic escritor Mike DaRonco, la banda pretendió mostrar "más de un lado progresivo; más que una carrera típica del grupo que sufre miles de burnouts que se centraron más en su imagen." El cambio de estilo necesitaba otro guitarrista, Emil Nikolaisen exmiembro de la banda Royal rellenó ese lugar en 1995.
El grupo pronto ganó una reputación en la escena local. En enero de 1996, Extol hizo su primera grabación en una recopilación de metal noruega llamada Northern Lights. El álbum presentó otros artistas cristianos locales, Antestor, Schaliach, y Groms. Steve Rowe de la banda de metal cristiana australiana Mortification lanzó la recopilación en su etiqueta récord, Rowe Producciones. La banda se fue a Estocolmo, Suecia, dos meses más tarde, para su primer espectáculo fuera de su patria. Al final de 1996, Nikolaisen abandonó la banda para poder dedicar más tiempo a Royal y fue reemplazado por Ole Børud de Schaliach y Arnold B. Familiar.
En 1997, Extol liberó un demo independiente con tres canciones que tituló Embraced. Un álbum de estudio estuvo grabado al final del año, incluso aunque ningún sello discográfico había firmado con ellos. Casi un año pasado antes de Endtime las producciones cogieron la banda. Su álbum de debut titulado Burial, fue liberado en diciembre de 1998. El álbum estuvo autorizado en los Estados Unidos en Solid State Records, y en Japón en Avalon Records. La recepción crítica era muy positiva de publicaciones cristianas y seculares. DaRonco Comentó que  sea una respiración "de aire fresco entre un género que confía en guiños satánicos."
Poco después, la banda tocó sus primeros espectáculos en Los EE. UU. en Cornerstone Festival y Texas Rockfest. Extol condujo una gira de cuatro semanas con la banda de rock sueco Blindside en el verano de 1999. Un EP fue liberado en noviembre titulado Mesmerized. Contiene tres remixed de pistas de Burial, los cuales fueron remixados por grupos industriales suecos Raison d'être y Sanctum, y tres otras canciones; una grabada recientemente, una toma descartada, y una pista de la edición japonesa. La recepción de seguidores fue generalmente negativa. Holm Pronto dejó la banda y estuvo reemplazado por Tor Magne Glidje, quien tocó la guitarra en la banda de metal noruega Lengsel.

### 2000–2003:UndeceivedySinergia
Extol Regresó al estudio en diciembre de 1999 para grabar un álbum. En junio de 2000, su segundo álbum de estudio, titulado Undeceived, fue lanzado. Este trabajo vio su música devenir en algo "más duro y más oscuro" que su trabajo anterior, optando por cambiar hacia un sonido de Death metal. La canción "Ember" se volvió una canción popular entre sus seguidores. Entonces Børud dejó la banda, sin embargo, Glidje cambió a la guitarra y John Robert Mjåland se unió como bajista.
En 2001, otro EP, Paralysis, fue grabado; y fue solo lanzado en Suecia.  Este EP presentó un cover de "Shadow of death" por el grupo de thrash metal americano Believer, a quien la banda considera una influencia grande. Después de Paralysis, Glidje dejó la banda para centrarse en su otro proyecto,Ganglion, y Börud regresó a la formación. Después de que Undeceived fue liberado, Extol ya no formaban parte de Endtime, y firmaron con Century Media en 2002. Su álbum, Synergy, lanzado en 2003, mostró un agradecimiento incluso más grande de la banda Believer. La música en el álbum es muy similar al estilo de thrash metal de Believer. Siguiendo el lanzamiento del álbum, Extol visitó Europa y EE. UU. con el grupo de death metal progresivo sueco Opeth.

### 2004–2008:The Blueprint Divese hiato
En junio de 2004, Børud y Christer Espevoll dejaron Extol para "invertir su tiempo y energía en otro lugar". Tomando su sitio como los miembros permanentes en la banda fue el regreso de Tor Magne Glidje y Ole Halvard Sveen, ambos de Ganglion, aquello fusionándose con Extol cuando cuatro fuera de cinco miembros de banda acabaron tocando en ambas bandas.
En 2005, la banda lanzó el qué podría ser considerado por la mayoría su álbum más diverso; The Blueprint Dives, or "Blueprint" de manera corta. Un vídeo musical fue grabado para la canción "Pearl". El álbum estuvo nominado para el Grammy noruego, Spellemannprisen, para mejor álbum de metal noruego en 2005.
También, Blueprint fue votado para el Top 5 álbumes de metal de la lista de año por los lectores del diario más grande en Noruega, Dagbladet. Después, Extol visitó Europa con Mastodon, God Forbid, y Opeth, y EE. UU. con Winter Solstice, Becoming the Archetype, and The Showdown. El 9 de agosto de 2007 la banda anunciada a través de su página de MySpace que tomaba un hiato. Glidje, Mjåtierra y Sveen fue en para formar Mantric, firmado a Prosthetic Registros. Husvik se unió a Dr. Midnight and the Mercy Cult, el cual incluye miembros de Turbonegro, Apoptygma Berzerk y Satyricon.

## Influencias
Durante el principio de los años 2000, la banda influencia cita a Believer, Death, Galactic Cowboys, Meshuggah, los primeros trabajos Mortification, Rush, y los primeros trabajos de Tourniquet. Christer Espevoll ha declarado en una entrevista, que sus influencias primarias para su forma de tocar la guitarra eran sus compañeros de banda Emil Nikolaisen y Ole Børud. En una entrevista después del lanzamiento en 2005 The Blueprint Dives, la banda citó influencias de A-ha, Anathema, Believer, Nick Cave, The Crucified, The Cure, Cynic, Death, Faith No More, Kings X, Metallica, Joni Mitchell, Refused, Sixteen Horsepower, Tool, y Torniquete, entre otros. Después de la re-formación de la banda en 2012, Børud declarado en uno entrevista que sus influencias van "desde Death a Yes hasta Steely Dan o Jason Falkner y tan adelante." En otra entrevista, cita las influencias de la banda como "material viejo como Rush, Génesis o Yes. Pero pueden ser tan fácilmente un himno de iglesia viejo o una tonada de jazz de Chris Potter. O incluso pueda ser justo un humor de un día seguro que provocará una melodía segura. Según lo que surco y bate va  somos todos los  seguidores  del metal de muerte escolar viejo aproximación como Death metal del viejo, Pestilence y todo de aquellos tipos."

## Miembros de banda
Miembros actuales
- Peter Espevoll – Vocales principales (1993–2007, 2012–presente)
- Ole Børud – Guitarra, coros (1996–1999, 2003–2004, 2012–presente), Bajo ((2012–present)), flauta ((1996–1999))
- David Husvik - Batería (1993–2007, 2012–presentes)

Miembros anteriores
- Eystein Holm – Bajos ((1993–1999))
- Emil Nikolaisen – guitarra ((1995–1996))
- Christer Espevoll – Guitarra ((1993–2004))
- Tor Magne Glidje – Bajos ((1999–2001)), guitarras ((2004–2007))
- John Robert Mjåtierra – bajos ((2001–2007))
- Ole Halvard Sveen – Guitarra, vocals ((2004–2007))

Músicos en vivos
- Ole Vistnes - Bajos ((2014–present))
- Marcus Bertilsson - Guitarra ((2014–present))

Timeline

## Discografía
Álbumes de estudio
- - 1998: Burial
  - 2000: Undeceived
  - 2003: Synergy
  - 2005: The Blueprint Dives
  - 2013: Extol

EP
- 1999: Mesmerized
- 2001: Paralysis

Recopilaciones
- 1996: Northen Lights/ Recopilación de Metal noruego (Rowe Producciones 012)

Vídeos
- 2015: Of Light and Shade